# Lista atacurilor cu rachete din invazia Rusiei în Ucraina (iulie 2022)
Acesta este segmentul din iulie 2022 al listei atacurilor cu rachete executate de toate părțile implicate în invazia Rusiei în Ucraina din 2022. Nu sunt enumerate loviturile cu rachete neghidate efectuate de forțele de aviație, artilerie, sisteme de lansare multiplă și sisteme S-300. Obiectivele enumerate în coloana „obiectiv lovit” nu sunt în mod necesar cele țintite – în unele cazuri, se referă la locul căderii rachetelor care s-au prăbușit în zbor sau au fost distruse de sisteme anti-rachetă.
Pagina principală: Lista atacurilor cu rachete din invazia Rusiei în Ucraina (2022–prezent). Listele pe luni:
- 2022 – ian · feb · mar · apr · mai · iun · iul · aug · sep · oct · noi · dec
- 2023 – ian · feb · mar · apr · mai · iun · iul · aug · sep · oct · noi · dec
- 2024 – ian · feb · mar · apr · mai · iun

## Iulie 2022
| Atacuri executate de partea ucraineană | Atacuri executate de partea ucraineană | Atacuri executate de partea ucraineană           | Atacuri executate de partea ucraineană                      | dată                                             | Atacuri executate de partea rusă                 | Atacuri executate de partea rusă | Atacuri executate de partea rusă | Atacuri executate de partea rusă | Atacuri executate de partea rusă                                  |
| regiune                                | localitate                             | tipul rachetei                                   | obiective lovite                                            | dată                                             | regiune                                          | localitate                       | tipul rachetei                   | interceptate                     | obiective lovite victime: uciși \| răniți                         |
| -------------------------------------- | -------------------------------------- | ------------------------------------------------ | ----------------------------------------------------------- | ------------------------------------------------ | ------------------------------------------------ | -------------------------------- | -------------------------------- | -------------------------------- | ----------------------------------------------------------------- |
| regiunea Luhansk                       | Rovenkî                                | Tocika⁠(d)                                        | infrastructură feroviară                                    | 01.07.2022                                       | regiunea Odesa                                   | Odesa                            | H-22⁠(d)                          | 0/1                              | clădiri de locuit                                                 |
|                                        |                                        |                                                  |                                                             | 01.07.2022                                       | regiunea Odesa                                   | Cetatea Albă                     | H-22⁠(d)                          | 0/2                              | bază de odihnă                                                    |
| regiunea Mîkolaiiv                     | raionul Pervomaisk                     | —                                                | 1/1                                                         | 01.07.2022                                       | interceptare de apărarea anti-rachetă a Ucrainei |                                  |                                  |                                  |                                                                   |
| regiunea Mîkolaiiv                     | 02.07.2022                             | Nicolaev                                         | Oniks⁠(d)                                                    | 0/10                                             | infrastructură industrială                       |                                  |                                  |                                  |                                                                   |
| regiunea Dnipropetrovsk                | 02.07.2022                             | Pavlohrad                                        | —                                                           | —                                                | neidentificat                                    |                                  |                                  |                                  |                                                                   |
| Kiev                                   | Kiev                                   | H-22⁠(d)                                          | 1/1                                                         | interceptare de apărarea anti-rachetă a Ucrainei |                                                  |                                  |                                  |                                  |                                                                   |
| regiunea Zaporijjea                    | Melitopol                              | M31                                              | infrastructură militară                                     | 03.07.2022                                       | regiunea Harkov                                  | Harkov                           | Iskander⁠(d)                      | —                                | clădiri de locuit                                                 |
| Rusia, Belgorod                        | Rusia, Belgorod                        | Tocika⁠(d)                                        | interceptare de apărarea anti-rachetă a Rusiei              | 03.07.2022                                       |                                                  |                                  |                                  |                                  |                                                                   |
| regiunea Zaporijjea                    | Melitopol                              | M31                                              | aerodrom militar                                            | 04.07.2022                                       | regiunea Harkov                                  | Harkov                           | —                                | —                                | școală                                                            |
| regiunea Donețk                        | Snijne                                 | —                                                | depozit de muniții                                          | 04.07.2022                                       |                                                  |                                  |                                  |                                  |                                                                   |
| regiunea Donețk                        | Ciîsteakove                            | —                                                | infrastructură industrială                                  | 04.07.2022                                       |                                                  |                                  |                                  |                                  |                                                                   |
| regiunea Luhansk                       | Hrustalnîi                             | —                                                | depozit de muniții                                          | 04.07.2022                                       |                                                  |                                  |                                  |                                  |                                                                   |
| regiunea Luhansk                       | Kadiivka                               | —                                                | depozit de muniții                                          | 05.07.2022                                       | regiunea Dnipropetrovsk                          | regiunea Dnipropetrovsk          | —                                | 6/6                              | interceptare de apărarea anti-rachetă a Ucrainei                  |
|                                        |                                        |                                                  |                                                             | 05.07.2022                                       | regiunea Dnipropetrovsk                          | Pokrov                           | Kalibr⁠(d)                        | 0/1                              | clădiri de locuit                                                 |
| regiunea Hmelnîțkîi                    | raionul Hmelnîțkîi                     | —                                                | 0/3                                                         | 05.07.2022                                       | infrastructură civilă                            |                                  |                                  |                                  |                                                                   |
| regiunea Odesa                         | Odesa                                  | H-59⁠(d)                                          | 3/3                                                         | 05.07.2022                                       | interceptare de apărarea anti-rachetă a Ucrainei |                                  |                                  |                                  |                                                                   |
| regiunea Hmelnîțkîi                    | raionul Șepetivka                      | —                                                | 1/1                                                         | 05.07.2022                                       | interceptare de apărarea anti-rachetă a Ucrainei |                                  |                                  |                                  |                                                                   |
| regiunea Mîkolaiiv                     | Nicolaev                               | —                                                | —                                                           | 05.07.2022                                       | infrastructură civilă                            |                                  |                                  |                                  |                                                                   |
| regiunea Mîkolaiiv                     | Baștanka                               | —                                                | 3/6                                                         | 05.07.2022                                       | infrastructură civilă                            |                                  |                                  |                                  |                                                                   |
| regiunea Harkov                        | Harkov                                 | —                                                | —                                                           | 05.07.2022                                       | colegiu                                          |                                  |                                  |                                  |                                                                   |
| regiunea Harkov                        | Harkov                                 | —                                                | 0/2                                                         | 05.07.2022                                       | instituție de învățământ superior                |                                  |                                  |                                  |                                                                   |
| regiunea Harkov                        | regiunea Herson                        | Skadovsk                                         | —                                                           | neidentificat                                    | 06.07.2022                                       | Harkov                           | —                                | 0/1                              | instituție de învățământ superior                                 |
| regiunea Harkov                        | regiunea Donețk                        | Makiivka                                         | —                                                           | depozit de muniții                               | 06.07.2022                                       | Harkov                           | —                                | 0/1                              | clădiri administrative                                            |
|                                        |                                        |                                                  |                                                             | regiunea Odesa                                   | 06.07.2022                                       | Odesa                            | H-31⁠(d)                          | 1/1                              | interceptare de apărarea anti-rachetă a Ucrainei                  |
| regiunea Donețk                        | Torețk                                 | —                                                | 0/1                                                         | clădiri de locuit                                | 06.07.2022                                       |                                  |                                  |                                  |                                                                   |
| regiunea Donețk                        | Kodema⁠(d)                              | —                                                | —                                                           | infrastructură industrială                       | 06.07.2022                                       |                                  |                                  |                                  |                                                                   |
| regiunea Donețk                        | 07.07.2022                             | Kramatorsk                                       | Iskander⁠(d)                                                 | 0/1                                              | clădiri de locuit                                |                                  |                                  |                                  |                                                                   |
| regiunea Belgorod                      | 07.07.2022                             | Belgorod                                         | —                                                           | 0/2                                              | s-au prăbușit în preajma locului lansării        |                                  |                                  |                                  |                                                                   |
| regiunea Odesa                         | regiunea Odesa                         | —                                                | —                                                           | infrastructură agricolă                          |                                                  |                                  |                                  |                                  |                                                                   |
| Marea Neagră                           | Marea Neagră                           | H-31⁠(d)                                          | 1/2                                                         | nava-cisternă „Millennial Spirit”                |                                                  |                                  |                                  |                                  |                                                                   |
| regiunea Herson                        | 07.07.2022                             | Herson                                           | —                                                           | 4/4                                              | s-au prăbușit în preajma locului lansării        |                                  |                                  |                                  |                                                                   |
| regiunea Donețk                        | 07.07.2022                             | Debalțeve                                        | —                                                           | depozit de muniții                               | regiunea Mîkolaiiv                               | Oceac                            | —                                | —                                | neidentificat                                                     |
| regiunea Donețk                        | Șahtarsk                               | —                                                | depozit de muniții                                          | 08.07.2022                                       |                                                  |                                  |                                  |                                  |                                                                   |
| regiunea Herson                        | Nova Kahovka                           | —                                                | infrastructură militară                                     | 08.07.2022                                       |                                                  |                                  |                                  |                                  |                                                                   |
| regiunea Luhansk                       | Kadiivka                               | —                                                | depozit de muniții                                          | 09.07.2022                                       | regiunea Harkov                                  | Harkov                           | Iskander⁠(d)                      | 0/1                              | clădiri de locuit                                                 |
| regiunea Donețk                        | Harțîzk                                | —                                                | depozit de muniții                                          | 09.07.2022                                       |                                                  |                                  |                                  |                                  |                                                                   |
| regiunea Herson                        | Ciornobaiivka                          | —                                                | depozit de muniții                                          | 09.07.2022                                       |                                                  |                                  |                                  |                                  |                                                                   |
| regiunea Herson                        | regiunea Herson                        | M31                                              | punct de comandă                                            | 09.07.2022                                       |                                                  |                                  |                                  |                                  |                                                                   |
| regiunea Herson                        | Herson                                 | —                                                | unități militare                                            | 10.07.2022                                       | regiunea Dnipropetrovsk                          | Krivoi Rog                       | Kalibr⁠(d)                        | 0/3                              | infrastructură industrială                                        |
| regiunea Herson                        | Nova Kahovka                           | M31                                              | infrastructură militară                                     | 10.07.2022                                       | regiunea Harkov                                  | Harkov                           | Iskander⁠(d)                      | 0/1                              | instituție de învățământ                                          |
| regiunea Luhansk                       | Alcevsk                                | —                                                | depozit de muniții                                          | 10.07.2022                                       | regiunea Harkov                                  | Harkov                           | —                                | 0/1                              | sanatoriu de copii                                                |
| regiunea Donețk                        | Șahtarsk                               | —                                                | depozit de muniții                                          | 10.07.2022                                       | regiunea Harkov                                  | Harkov                           | —                                | 0/1                              | clădire de locuit                                                 |
| regiunea Herson                        | Ciornobaiivka                          | —                                                | neidentificat                                               | 11.07.2022                                       | regiunea Mîkolaiiv                               | Nicolaev                         | —                                | 0/6                              | neidentificat                                                     |
| regiunea Herson                        | Tavriisk                               | —                                                | neidentificat                                               | 11.07.2022                                       | regiunea Odesa                                   | regiunea Odesa                   | —                                | 0/4                              | neidentificat                                                     |
| regiunea Zaporijjea                    | Tokmak                                 | —                                                | infrastructură militară                                     | 11.07.2022                                       | regiunea Harkov                                  | Harkov                           | —                                | 0/1                              | clădire de locuit                                                 |
|                                        |                                        |                                                  |                                                             | 11.07.2022                                       | regiunea Harkov                                  | Harkov                           | —                                | 0/2                              | neidentificat                                                     |
| Harkov                                 | —                                      | 0/1                                              | clădire de locuit                                           | 11.07.2022                                       | regiunea Harkov                                  |                                  |                                  |                                  |                                                                   |
| regiunea Herson                        | Nova Kahovka                           | M31                                              | depozit de muniții                                          | 12.07.2022                                       | regiunea Harkov                                  | Harkov                           | —                                | 0/2                              | spațiu între clădiri                                              |
| regiunea Luhansk                       | Kadiivka                               | —                                                | infrastructură militară                                     | 12.07.2022                                       | regiunea Donețk                                  | Torețk                           | —                                | 0/3                              | infrastructură civilă                                             |
| regiunea Zaporijjea                    | Mîrne                                  | —                                                | infrastructură militară                                     | 12.07.2022                                       |                                                  |                                  |                                  |                                  |                                                                   |
| regiunea Luhansk                       | Lugansk                                | —                                                | bază AAA, depozit de muniții                                | 13.07.2022                                       | regiunea Odesa                                   | regiunea Odesa                   | Kalibr⁠(d)                        | 0/1                              | infrastructură agricolă                                           |
| regiunea Herson                        | Nova Kahovka                           | —                                                | infrastructură militară                                     | 13.07.2022                                       |                                                  |                                  |                                  |                                  |                                                                   |
| regiunea Herson                        | Nova Maiacika                          | —                                                | infrastructură militară                                     | 14.07.2022                                       | regiunea Vinița                                  | Vinița                           | Kalibr⁠(d)                        | 4/7                              | scuar urban, clădiri de oficii victime: 27 \| 202                 |
| regiunea Luhansk                       | Kadiivka                               | —                                                | depozit de muniții                                          | 15.07.2022                                       | regiunea Mîkolaiiv                               | Nicolaev                         | —                                | 0/10                             | Universitatea Națională „Amiral Makarov” în Construcții Navale⁠(d) |
|                                        |                                        |                                                  |                                                             | 15.07.2022                                       | regiunea Dnipropetrovsk                          | Dnipro                           | H-101⁠(d)                         | 4/8                              | infrastructură industrială și civilă                              |
| 16.07.2022                             | regiunea Odesa                         | Odesa                                            | H-101⁠(d)                                                    | 0/1                                              | infrastructură industrială                       |                                  |                                  |                                  |                                                                   |
| 16.07.2022                             | regiunea Cerkassî                      | comuna orășenească Ciîhîrîn⁠(d)                   | —                                                           | —                                                | neidentificat victime: 0 \| 0                    |                                  |                                  |                                  |                                                                   |
| regiunea Luhansk                       | Alcevsk                                | —                                                | depozit de muniții                                          | 17.07.2022                                       |                                                  |                                  |                                  |                                  |                                                                   |
| regiunea Herson                        | Lazurne⁠(d)                             | —                                                | infrastructură militară                                     | 17.07.2022                                       |                                                  |                                  |                                  |                                  |                                                                   |
| regiunea Herson                        | Raiske⁠(d)                              | —                                                | depozit de muniții                                          | 18.07.2022                                       | Rusia, regiunea Kursk                            | Rusia, regiunea Kursk            | —                                | —                                | infrastructură industrială                                        |
| regiunea Luhansk                       | Kadiivka                               | —                                                | depozit de muniții                                          | 18.07.2022                                       | regiunea Odesa                                   | Bugaz                            | —                                | —                                | pod                                                               |
| regiunea Herson                        | Nova Kahovka                           | —                                                | neidentificat                                               | 18.07.2022                                       |                                                  |                                  |                                  |                                  |                                                                   |
| regiunea Herson                        | Herson                                 | M31                                              | pod                                                         | 19.07.2022                                       | regiunea Odesa                                   | regiunea Odesa                   | Kalibr⁠(d)                        | 0/6                              | infrastructură civilă                                             |
|                                        |                                        |                                                  |                                                             | 19.07.2022                                       | regiunea Odesa                                   | regiunea Odesa                   | Kalibr⁠(d)                        | 1/1                              | interceptare de apărarea anti-rachetă a Ucrainei                  |
| —                                      | 0/2                                    | infrastructură militară                          |                                                             | 19.07.2022                                       | regiunea Odesa                                   | regiunea Odesa                   |                                  |                                  |                                                                   |
| —                                      | 1/1                                    | interceptare de apărarea anti-rachetă a Ucrainei |                                                             | 19.07.2022                                       | regiunea Odesa                                   | regiunea Odesa                   |                                  |                                  |                                                                   |
| regiunea Odesa                         | Bugaz                                  | —                                                | 0/1                                                         | 19.07.2022                                       | pod                                              |                                  |                                  |                                  |                                                                   |
| regiunea Donețk                        | Kramatorsk                             | R-37                                             | —                                                           | 19.07.2022                                       | infrastructură civilă                            |                                  |                                  |                                  |                                                                   |
| regiunea Luhansk                       | regiunea Luhansk                       | M31                                              | infrastructură militară                                     | 20.07.2022                                       |                                                  |                                  |                                  |                                  |                                                                   |
| regiunea Herson                        | Nova Kahovka                           | —                                                | neidentificat                                               | 20.07.2022                                       |                                                  |                                  |                                  |                                  |                                                                   |
| regiunea Herson                        | Urojaine                               | —                                                | infrastructură militară                                     | 20.07.2022                                       |                                                  |                                  |                                  |                                  |                                                                   |
| regiunea Herson                        | Herson                                 | M31                                              | pod                                                         | 20.07.2022                                       |                                                  |                                  |                                  |                                  |                                                                   |
| regiunea Herson                        | Skadovsk                               | —                                                | infrastructură militară                                     | 20.07.2022                                       |                                                  |                                  |                                  |                                  |                                                                   |
| regiunea Zaporijjea                    | Melitopol                              | —                                                | depozit de muniții                                          | 20.07.2022                                       |                                                  |                                  |                                  |                                  |                                                                   |
| regiunea Zaporijjea                    | Melitopol                              | —                                                | infrastructură militară                                     | 21.07.2022                                       | regiunea Donețk                                  | Kramatorsk                       | —                                | —                                | infrastructură industrială                                        |
| regiunea Herson                        | Herson                                 | —                                                | neidentificat                                               | 21.07.2022                                       | regiunea Donețk                                  | Kramatorsk                       | —                                | —                                | școală                                                            |
|                                        |                                        |                                                  |                                                             | 21.07.2022                                       | regiunea Donețk                                  | Kosteantînivka                   | —                                | —                                | școală                                                            |
| Bahmut                                 | —                                      | —                                                | infrastructură civilă                                       | 21.07.2022                                       | regiunea Donețk                                  |                                  |                                  |                                  |                                                                   |
| Torețk                                 | —                                      | —                                                | racheta a căzut pe un șantier de construcții fără a exploda | 21.07.2022                                       | regiunea Donețk                                  |                                  |                                  |                                  |                                                                   |
| 22.07.2022                             | regiunea Mîkolaiiv                     | regiunea Mîkolaiiv                               | —                                                           | —                                                | infrastructură civilă                            |                                  |                                  |                                  |                                                                   |
| regiunea Luhansk                       | Kadiivka                               | M31                                              | infrastructură militară                                     | 23.07.2022                                       | regiunea Kirovohrad                              | regiunea Kirovohrad              | —                                | 0/13                             | infrastructură feroviară                                          |
| regiunea Donețk                        | Zuhres                                 | —                                                | infrastructură militară                                     | 23.07.2022                                       | regiunea Kirovohrad                              | Kanatove⁠(d)                      | Kalibr⁠(d)                        | 0/13                             | avioane militare victime: 1 \| 17                                 |
| regiunea Herson                        | Dariivka                               | —                                                | pod                                                         | 23.07.2022                                       | regiunea Kirovohrad                              | Kanatove⁠(d)                      | H-22⁠(d)                          | 0/13                             | avioane militare victime: 1 \| 17                                 |
|                                        |                                        |                                                  |                                                             | 23.07.2022                                       | regiunea Odesa                                   | Odesa                            | Kalibr⁠(d)                        | 2/2                              | interceptare de apărarea anti-rachetă a Ucrainei                  |
| Odesa                                  | Kalibr⁠(d)                              | 0/2                                              | port                                                        | 23.07.2022                                       | regiunea Odesa                                   |                                  |                                  |                                  |                                                                   |
| regiunea Herson                        | Nova Kahovka                           | —                                                | pod                                                         | 24.07.2022                                       | regiunea Mîkolaiiv                               | Nicolaev                         | Kalibr⁠(d)                        | 0/4                              | infrastructură civilă                                             |
| regiunea Zaporijjea                    | Melitopol                              | —                                                | infrastructură feroviară                                    | 24.07.2022                                       | regiunea Hmelnîțkîi                              | regiunea Hmelnîțkîi              | Kalibr⁠(d)                        | 3/3                              | interceptare de apărarea anti-rachetă a Ucrainei                  |
| regiunea Luhansk                       | Hrustalnîi                             | M31                                              | infrastructură militară                                     | 24.07.2022                                       |                                                  |                                  |                                  |                                  |                                                                   |
| regiunea Herson                        | Ciulakivka                             | —                                                | infrastructură militară                                     | 24.07.2022                                       |                                                  |                                  |                                  |                                  |                                                                   |
| regiunea Herson                        | Tavriisk                               | —                                                | infrastructură militară                                     | 24.07.2022                                       |                                                  |                                  |                                  |                                  |                                                                   |
| regiunea Herson                        | Zelenotropînske                        | —                                                | infrastructură militară                                     | 24.07.2022                                       |                                                  |                                  |                                  |                                  |                                                                   |
| regiunea Harkov                        | Balakleia                              | M31                                              | infrastructură militară                                     | 24.07.2022                                       |                                                  |                                  |                                  |                                  |                                                                   |
| regiunea Zaporijjea                    | Berdeansk                              | —                                                | infrastructură industrială                                  | 25.07.2022                                       | regiunea Dnipropetrovsk                          | Liubîmivka                       | H-59⁠(d)                          | 0/2                              | infrastructură agricolă                                           |
| regiunea Herson                        | Herson                                 | —                                                | pod                                                         | 26.07.2022                                       | regiunea Odesa                                   | Bugaz                            | H-59⁠(d)                          | 0/5                              | infrastructură civilă                                             |
|                                        |                                        |                                                  |                                                             | 26.07.2022                                       | regiunea Odesa                                   | Bugaz                            | H-22⁠(d)                          | 0/8                              | infrastructură civilă                                             |
| regiunea Mîkolaiiv                     | regiunea Mîkolaiiv                     | H-59⁠(d)                                          | —/6                                                         | 26.07.2022                                       | infrastructură industrială                       |                                  |                                  |                                  |                                                                   |
| regiunea Zaporijjea                    | Berdeansk                              | —                                                | infrastructură militară                                     | 27.07.2022                                       | regiunea Donețk                                  | Bahmut                           | —                                | 0/1                              | infrastructură civilă                                             |
| regiunea Herson                        | Herson                                 | —                                                | pod                                                         | 27.07.2022                                       |                                                  |                                  |                                  |                                  |                                                                   |
| regiunea Herson                        | Ciornobaiivka                          | —                                                | infrastructură militară                                     | 28.07.2022                                       | regiunea Kirovohrad                              | Kropîvnîțkîi                     | Kalibr⁠(d)                        | 0/2                              | infrastructură aviatică victime: 5 \| 25                          |
|                                        |                                        |                                                  |                                                             | 28.07.2022                                       | regiunea Kiev                                    | Liutij                           | Kalibr⁠(d)                        | 0/5                              | infrastructură militară                                           |
| regiunea Cernihiv                      | Honcearivske                           | —                                                | —                                                           | 28.07.2022                                       | masiv forestier                                  |                                  |                                  |                                  |                                                                   |
| regiunea Herson                        | Brîlivka                               | —                                                | infrastructură feroviară                                    | 29.07.2022                                       |                                                  |                                  |                                  |                                  |                                                                   |
| regiunea Donețk                        | Ilovaisk                               | —                                                | depozit de muniții                                          | 29.07.2022                                       |                                                  |                                  |                                  |                                  |                                                                   |
| regiunea Herson                        | Nova Kahovka                           | —                                                | pod                                                         | 29.07.2022                                       |                                                  |                                  |                                  |                                  |                                                                   |
| regiunea Zaporijjea                    | Energodar                              | —                                                | unități de tehnică militară și personal militar             | 30.07.2022                                       |                                                  |                                  |                                  |                                  |                                                                   |
| regiunea Herson                        | Nova Kahovka                           | —                                                | depozit de muniții                                          | 30.07.2022                                       |                                                  |                                  |                                  |                                  |                                                                   |
| regiunea Luhansk                       | Alcevsk                                | —                                                | depozit de muniții                                          | 30.07.2022                                       |                                                  |                                  |                                  |                                  |                                                                   |
| regiunea Herson                        | Herson                                 | —                                                | pod                                                         | 30.07.2022                                       |                                                  |                                  |                                  |                                  |                                                                   |
| regiunea Herson                        | Skadovsk                               | —                                                | depozit de muniții                                          | 31.07.2022                                       | regiunea Mîkolaiiv                               | Nicolaev                         | —                                | —                                | infrastructură civilă                                             |
| regiunea Zaporijjea                    | Melitopol                              | —                                                | aerodrom militar                                            | 31.07.2022                                       | regiunea Odesa                                   | regiunea Odesa                   | Iskander⁠(d)                      | 0/2                              | carieră                                                           |
| dată necunoscută                       |                                        |                                                  |                                                             |                                                  |                                                  |                                  |                                  |                                  |                                                                   |
| regiunea Harkov                        | Izium                                  | M31                                              | infrastructură militară militară                            | iul 2022                                         |                                                  |                                  |                                  |                                  |                                                                   |
| regiunea Herson                        | regiunea Herson                        | M31                                              | unități de tehnică militară                                 | iul-aug 2022                                     |                                                  |                                  |                                  |                                  |                                                                   |